# Nănești
Nănești es una comuna ubicada en el distrito de Vrancea, Rumania.

## Superficie
Posee una superficie de 49,51 kilómetros cuadrados.

## Demografía
Hasta 2021 la población era de 1849 habitantes, con una densidad de población de 37,35 habitantes por kilómetro cuadrado.